# Wojna duńsko-szwedzka (1658–1660)
Wojna duńsko-szwedzka 1658-1660 toczyła się między Danią i wspierającą ją koalicją a Szwecją i była częścią ogólnoeuropejskich zmagań w ramach II wojny północnej.

## Zaskakujący atak Szwedów
Ponieważ Karol X Gustaw obawiał się, że Duńczycy nie zechcą realizować haniebnego dla nich traktatu z Roskilde, nie wypowiedziawszy wojny wylądował 17 lipca w Korsør na Zelandii i w sierpniu 1658 roku w celu całkowitego rozgromienia Danii ponownie uderzył na Kopenhagę. Choć po niedawno zawartym traktacie pokojowym nikt z Duńczyków nie spodziewał się tak nagłego uderzenia, tym razem miasto, choć z niedokończonymi fortyfikacjami i niepełnym garnizonem (2000 żołnierzy), było bardziej zdeterminowane do obrony i stawiło twardy opór. Reprezentanci mieszkańców duńskiej stolicy wraz z burmistrzem Hansem Nansenem 8 sierpnia zadeklarowali swoją chęć do obrony, toteż na początku września naprawione zostały umocnienia, a garnizon powiększony do 7000 ludzi. Wkrótce Kopenhaga została całkowicie osaczona przez Szwedów – od strony lądu przez armię Karola X Gustawa, a od strony morza przez flotę dowodzona przez Carla Gustafa Wrangla. W sierpniu i wrześniu okupujący wciąż Jutlandię Szwedzi zdobyli na Zelandii twierdzę Kronborg. Karol X Gustaw zaczął poważnie myśleć o rozbiorze królestwa Oldenburgów i podziale jego terytorium między Szwecję, Anglię i księstwo Holsztyn-Gottorp. Wraz z przydzieloną Szwecji częścią monarchii Oldenburgów zamierzał przeprowadzić restytucję unii kalmarskiej, ale tym razem pod szwedzką dominacją.

## Koalicja antyszwedzka
Wkrótce na pomoc Danii ruszyły wojska cesarskie, brandenburskie i polskie oraz flota holenderska. W końcu września 1658 roku dywizja Stefana Czarnieckiego (4000 jazdy) wraz z całą armią sprzymierzonych (w skład której obok Polaków wchodzili żołnierze cesarscy i brandenburscy) dowodzoną przez Raimondo Montecuccolego przekroczyła Odrę i przez Pomorze Szwedzkie i Meklemburgię ruszyła na pomoc zagrożonej Danii.
Dzięki zwycięstwu floty holenderskiej Jacoba van Wassenaera Obdama odniesionemu 8 listopada 1658 roku nad flotą szwedzką Karola Gustawa Wrangla w bitwie w Sundzie usunięta została morska blokada Kopenhagi. W dniach 14 – 21 grudnia zdobyto wyspę Als, a w walkach odznaczyli się żołnierze polscy, którzy następnie 25 grudnia z pomocą wojsk cesarskich odebrali Szwedom leżącą na południu Jutlandii Koldyngę. W trakcie dalszych kombinowanych działań lądowo–morskich antyszwedzka koalicja wyparła Szwedów nie tylko z Jutlandii, ale z niemal wszystkich wysp duńskich, toteż na początku 1659 roku niemal cała Jutlandia była uwolniona od szwedzkiej okupacji, a Szwedzi zajmowali jedynie dwie wyspy – Fionię i Zelandię, wciąż próbując przy tym zdobyć Kopenhagę. Główne siły szwedzkie, które oblegały Kopenhagę, same były teraz zablokowane na Zelandii. Wkrótce 7 stycznia 1659 Szwedzi zostali pobici pod Koldyngą. 
Oblegająca Kopenhagę armia szwedzka ruszyła do szturmu 11 lutego 1659 roku, jednak została odparta z pomocą holenderskich marynarzy. Wkrótce armia Karola X Gustawa sama została zablokowana na Zelandii. Sprzymierzeni próbowali odbić wyspę Fionię, jednak bez powodzenia. Twierdzę Frederiksodde Szwedzi utracili 17 maja. W sierpniu Brandenburczycy i Austriacy bezskutecznie próbowali opanować szwedzkie Pomorze Zachodnie.
W końcu sierpnia 1659 roku większa część sił polskich z Czarnieckim na czele opuściła Danię, zostawiając jedynie 1000 jazdy pod wodzą pułkownika Kazimierza Piaseczyńskiego. Wojska te wzięły udział w wyprawie von Ebersteina na Fionię, który 24 listopada pobił pod Nyborgiem szwedzką armię von Sulzbacha. Na skutek tej bitwy 26 listopada skapitulowała twierdza Nyborg.

## Koniec wojny
Wojnę zakończył traktat pokojowy w Kopenhadze, zawarty 27 maja 1660 roku. Na jego mocy Dania ostatecznie utraciła na rzecz Szwedów Skanię, nie musiała już jednak oddawać pozostałych prowincji, wymienionych w traktacie z Roskilde. Kończący II wojnę północną pokój oliwski, zawarty 3 maja 1660 roku potwierdził warunki pokoju kopenhaskiego.